# 노스웨스턴 블롯
노스웨스턴 블롯(영어: northwestern Blot)은 웨스턴 블롯과 노던 블롯의 하이브리드 분석 기술로 RNA와 단백질 간의 상호작용을 분석하는데 필요한 분석법이다. 웨스턴 블롯은 겔 전기 영동법에 의해 분리된 단백질을 나이트로셀룰로스 막으로 전달하고, 관심 단백질을 검출하는 데 사용한다. 특정 표적 단백질을 포함하는 막의 밴드를 보고 파악한다. 노던 블롯은 관심있는 RNA(또는 분리된 전령 RNA)를 탐지하여 유전자 발현을 연구하는 데 사용된다. 노스웨스턴 블랏은 두 기술을 결합하며, 나이트로셀룰로스 막에 고정된 단백질과 상호작용하는 RNA를 식별한다.

## 기술 특성
노스웨스턴 블롯을 시행하는 것은 RNA 결합 단백질을 겔 전기영동으로 분리하는 것을 포함하는데, 이것은 분자량과 전하에 따라 RNA 결합 단백질을 분리한다. 개별 샘플은 여러 샘플을 동시에 분석하기 위해 아가로스 또는 폴리아크릴라미드 겔(일반적으로 SDS-PAGE)에 로딩할 수 있다. 겔 전기 영동이 완료되면 RNA 결합 단백질이 나이트로셀룰로스 막에 전달된다.
새로 옮겨진 블롯은 차단 용액에 담근다. 무지방 우유와 소 혈청 알부민(BSA)이 일반적인 차단 완충제다. 이 차단 용액은 나이트로셀룰로스 막에 대한 1차 항체 및 2차 항체의 비특이적 결합을 방지하는 데 도움이 된다. 차단 용액이 블롯과 적절한 접촉 시간을 가지면 특정 경쟁 RNA를 적용하여 상온에서 배양할 수 있는 시간을 준다. 이 시간 동안, 경쟁자 RNA는 블롯 위에 있는 샘플의 RNA 결합 단백질에 결합한다. 이 과정에서 배양 시간은 적용되는 경쟁 RNA의 농도에 따라 달라질 수 있다. 그러나 배양 시간은 일반적으로 1시간이다. 배양이 완료된 후, 블럭은 용액의 RNA를 희석시키기 위해 세척할 때마다 최소 3회 이상 세척한다. 일반적인 세척 버퍼에는 PBS(Phosphate Buffered Saline) 또는 10% TWEEN-20 용액이 포함된다. 제대로 하지 않은 세척은 블롯 발생의 명확성에 영향을 미친다. 세척이 완료되면 일반적으로 X선에 의해 블롯이 디벨롭된다.

## 응용
X선이나 자기 방사법을 이용하여 블롯을 디벨롭한 후 결과를 분석하여 단백질을 추가로 연구하기 위해 관심있는 RNA 결합 단백질의 대략적인 크기와 농도를 결정할 수 있다. 블롯에 있는 RNA 결합 단백질의 위치와 농도는 결과에 영향을 줄 수 있으며, 개발 후 밴드가 나타나는 경우도 있다. 이 밴드들은 연구자들이 관심 있는 RNA 결합 단백질의 크기와 농도를 결정하는데 도움을 줄 수 있다. 단백질의 대략적인 크기가 알려지면 원래 샘플은 크로마토그래피 기계로 실행해 크기별로 분리할 수 있다. 또 단백질이 분리되면 트립신(trypsin)으로 분해가 가능하며, 질량 분광법을 활용해 펩타이드를 배열해 특정 단백질의 정체성을 파악할 수 있다.

## 장점과 단점
노스웨스턴 블롯의 장점은 RNA를 결합하는 특정 단백질의 신속한 검출과 그 단백질들의 대략적인 분자량을 알 수 있다. 노스웨스턴 블롯은 비용을 적게 들여 식별된 단백질을 검출할 수 있게 한다. 이 블롯은 일반적으로 연구의 첫 번째 단계로, 분자량이 알려지면 크로마토그래피와 같은 다른 방법을 통해 추가 연구를 가능하게 하기 때문이다. 노스웨스턴 블롯 또 다른 장점은 그것이 동족 리간드의 발현 라이브러리 구축에 도움을 준다는 것이다.
단점은 RNA 결합 특성이 좋지 않은 일부 RNA-단백질 상호작용은 이 기법으로 검출되지 않을 수 있다는 것이다. 또한 블로킹 절차는 3시간에서 5시간까지 걸릴 수 있다. 절차를 올바르게 수행하지 않으면 식별된 단백질의 불분명한 블롯을 초래할 수 있다. 또 단백질은 분리되어 나이트로셀룰로스 막으로 옮겨진 후에 행해야 한다. 또한 단백질이 겔에서 혼합되는 하나의 폴리펩타이드나 두 개의 서브 유닛으로 구성되어야 한다는 것이다.

## 같이 보기
- 서던 블롯
- 웨스턴 블롯
- 노던 블롯
- 이스턴 블롯
- 사우스웨스턴 블롯
- 겔 전기 영동법
- SDS-PAGE
- 크로마토그래피